# Hilderich (Speyer)
Hilderich, zuweilen auch Childerich oder Hulderich genannt, lebte um 600 und ist der erste konkret fassbare Bischof von Speyer, mit dem auch die zusammenhängende Bischofsliste beginnt. In der Zählung der Speyerer Bischöfe gilt er als der zweite Oberhirte.

## Leben und Wirken
Der erste namentlich bekannte Speyerer Bischof Jesse ist lediglich auf einer gefälschten Urkunde der Kölner Synode vom Jahre 346 bezeugt, welche zwar den Inhalt falsch aber vermutlich die Namensangaben der Teilnehmer richtig wiedergibt. Danach verlieren sich die Spuren der Bischöfe von Speyer wieder für ca. 250 Jahre, bis zu Hilderich.
Hilderich war dem Namen nach ein Franke. Aufgrund des Datums seiner urkundlichen Erwähnung, kann man die Geburt etwa um das Jahr 560 ansetzen. Er ist der erste namentlich bekannte Speyerer Oberhirte nach dem (unsicheren) Jesse und eine Urkunde des Pariser Konzils nennt ihn im Jahre 614. Diese Synode hatte Frankenkönig Chlothar II. als Reichskonzil und Reichsversammlung in seiner Residenz Paris einberufen. Es waren dort 75 Bistümer aus allen Teilen des Reiches vertreten, wodurch man auf die Bedeutung der Versammlung schließen kann. Die Bischöfe tagten unter der Leitung des Metropoliten von Lyon, bei ihnen befand sich auch Hilderich von Speyer. Er unterschrieb die gefassten Beschlüsse und eine Anmerkung auf der Urkunde präzisiert: … ex civitate Spira Hildericus Episcopus. Das abschließend publizierte königliche Edikt (Edictum Chlotharii) vom 18. Oktober 614 ist eine Art Grundgesetz zur Wiederherstellung von Friede und Ordnung. Es ordnet das Zusammenwirken mit den Großen aller Teilreiche auf einer klar umschriebenen Rechtsbasis. Auch die Rechtssituation der Bistümer wurde dadurch neu geordnet. Ein die Besetzung verwaister Bischofssitze betreffender Passus lautet beispielsweise, wenn eine Gemeinde ihren Hirten verloren habe, sei nichts für einen Fürsten geziemender, als solchen Männern das Hirtenamt zu übertragen, welche das Volk durch Frömmigkeit und gutes Beispiel, nicht minder als durch Ernst und Strenge zu leiten wissen. Im südwestdeutschen Raum treten seit langer Zeit ungenannte Diözesen, wie Speyer, Worms und Straßburg erstmals wieder ins Licht der Geschichte und es wirken hier in seinem Gefolge bedeutende Bischofsgestalten, wie der Hl. Arnulf von Metz und der Hl. Arbogast von Straßburg. Das kirchliche Leben in diesem Gebiet wird konsolidiert und blüht auf, woran sicherlich auch der Speyerer Sprengel unter seinem Bischof Hilderich – der die Beschlüsse mit erarbeitet hatte – partizipierte.
Hilderich war offenbar auch derjenige, der im Jahre 616 zur Wahl eines neuen Konstanzer Oberhirten berufen wurde, nachdem dort Bischof Marzian gestorben war. Klerus und Volk wollten den Hl. Gallus als Bischof, der jedoch die Wahl ablehnte und seinen Freund und Schüler den Diakon Johannes empfahl. Dieser wurde gewählt und sogleich von den anwesenden Bischöfen von Speyer und Basel geweiht.
Mit Hilderich beginnt die ununterbrochene Speyerer Bischofsliste.